# Hípica als Jocs Olímpics d'estiu de 1912 - Salts d'obstacles per equips
Els salts d'obstacles per equips va ser una de les cinc proves d'hípica que es van disputar als Jocs Olímpics d'Estiu de 1912, a Estocolm. Aquesta va ser la primera vegada que es disputava aquesta prova. Es disputà el 17 de juliol, amb la presència de 22 genets en representació de sis països.
A diferència del concurs complet per equips, el salt per equips no va ser una simple suma dels resultats de la prova individual de salts. Així, l'endemà de la prova individual es va disputar la prova per equips, podent saltar diferents genets, alhora que es limita la presència a 4 genets per equip.

## Medallistes
| Or | Plata | Bronze |
| Suècia Gustaf Lewenhaupt amb Medusa · Gustaf Kilman amb Gåtan · Hans von Rosen amb Lord Iron · Fredrik Rosencrantz amb Drabant | França Michel Dufourt amb Amazone · Jean Cariou amb Mignon · Ernest Meyer amb Allons-y · Gaston Seigner amb Cocotte | Imperi Alemany Sigismund Freyer amb Ultimus · Wilhelm von Hohenau amb Pretty Girl · Ernst Deloch amb Hubertus · Frederic Carles de Prússia amb Gibson Boy |

## Resultats
3 minuts i 50 segons era el temps màxim assignat i 190 punts era la puntuació màxima. La suma dels punts dels tres millors saltadors de cada equip formaven puntuació final de l'equip.
| Pos.  | Equip                                     | Pos. Ind.      | Punts | Total |
| Final | Final                                     | Final          | Final | Final |
| ----- | ----------------------------------------- | -------------- | ----- | ----- |
| 1     | Suècia                                    | Suècia         |       | 545   |
| 1     | Gustaf Lewenhaupt amb Medusa              | 3:36           | 188   | 545   |
| 1     | Gustaf Kilman amb Gåtan                   | 3:45           | 180   | 545   |
| 1     | Hans von Rosen amb Lord Iron              | 3:51           | 177   | 545   |
| 1     | Fredrik Rosencrantz amb Drabant           | 4:03           | 171   | 545   |
| 2     | França                                    | França         |       | 538   |
| 2     | Michel Dufourt amb Amazone                | 3:37           | 185   | 538   |
| 2     | Jean Cariou amb Mignon                    | 3:38           | 182   | 538   |
| 2     | Ernest Meyer amb Allons-y                 | 3:51           | 171   | 538   |
| 2     | Gaston Seigner amb Cocotte                | 3:26           | 170   | 538   |
| 3     | Imperi Alemany                            | Imperi Alemany |       | 530   |
| 3     | Sigismund Freyer amb Ultimus              | 3:22           | 181   | 530   |
| 3     | Wilhelm von Hohenau amb Pretty Girl       | 3:14           | 177   | 530   |
| 3     | Ernst Deloch amb Hubertus                 | 3:42           | 172   | 530   |
| 3     | Frederic Carles de Prússia amb Gibson Boy | 3:23           | 166   | 530   |
| 4     | Estats Units                              | Estats Units   |       | 527   |
| 4     | John Montgomery amb Deceive               | 3:31           | 180   | 527   |
| 4     | Guy Henry amb Chiswell                    | 3:42           | 174   | 527   |
| 4     | Benjamin Lear amb Poppy                   | 3:36           | 173   | 527   |
| 5     | Imperi Rus                                | Imperi Rus     |       | 520   |
| 5     | Aleksandr Rodzyanko amb Eros              | 3:31           | 176   | 520   |
| 5     | Mikhail Pleshkov amb Yvette               | 3:39.6         | 172   | 520   |
| 5     | Aleksey Selikhov amb Tugela               | 3:53           | 172   | 520   |
| 5     | Dmitri Pavlovitx amb Unité                | 3:06.8         | 169   | 520   |
| 6     | Bèlgica                                   | Bèlgica        |       | 510   |
| 6     | Emmanuel de Blommaert amb Clonmore        | 3:30           | 188   | 510   |
| 6     | Gaston de Trannoy amb Capricieux          | 3:44           | 162   | 510   |
| 6     | Paul Convert amb La Sioute                | 3:50.4         | 160   | 510   |